# صيفاء (بني ضبيان)
صيفاء هي إحدى قرى عزلة بني ضبيان بمديرية بني ضبيان التابعة لمحافظة صنعاء، بلغ تعداد سكانها 36 نسمة حسب تعداد اليمن لعام 2004.